# 汤普森 (北达科他州)
汤普森（英語：Thompson），是美国北达科他州下属的一座城市。根据2010年美国人口普查，该市有人口986人。2011年估计该市有人口983人，相对于2010年，增长率为?0.30%。